# 미켈레 몬티
미켈레 몬티(이탈리아어: Michele Monti, 1970년 6월 5일~2018년 12월 8일)는 이탈리아의 전 유도 선수, 지도자이다. 2000년 하계 올림픽과 2004년 하계 올림픽에 참가했으며 세계 선수권 대회에서 동메달 1개, 유럽 선수권 대회에서 동메달 1개를 획득했다.